# Autopista Hume
La Autopista Hume es una de las carreteras entre ciudades más importantes de Australia  y del mundo, esta misma conecta a las dos ciudades más grandes del país -Sídney y Melbourne- y cubre una distancia de 807 kilómetros.
La carretera es parte de la Auslink National Network, la red nacional de carreteras de Australia, y es un vínculo vital para el transporte de carga entre las dos ciudades, además de servir de conexión para las localidades de Albury y Wodonga y la capital federal, Canberra.
La principal ruta alternativa entre Sídney y Melbourne es la Carretera Princes (rutas A1/M1), la cual bordea la costa por gran parte de su recorrido. Otras rutas alternativas que cruzan por el interior incluyen la Autopista Olympic (ruta A41) entre Albury y Sídney vía Cowra y Bathurst, además de la Carretera Federal/Carretera Monaro (rutas M23/A23/B23) vía Canberra, la cual se une a la Autopista Hume cerca de Goulburn y la Carretera Princes en East Gippsland.

## Historia
La costa de Nueva Gales del Sur desde la frontera con Queensland hasta la frontera con Victoria está separada del interior del continente por un escarpe que forma el extremo oriental de la Gran Cordillera Divisoria. Existen pocas rutas para superar este escarpe. Para poder subir desde la costa hasta las mesetas, la Autopista Hume utiliza la Rampa Bargo, un accidente geológico que provee una de las pocas maneras fáciles de cruzar el escarpe.
En los primeros veinte años de los asentamientos europeos en Sídney (fundada en 1788) la exploración del suroeste de esta ciudad fue lenta. Esta área estaba llena de bosques en ese entonces, especialmente el "bosque de Bargo", el cual era considerado impenetrable. En 1798 varios exploradores (Wilson, Price, Hacking y Collins) llegaron a los distritos de Moss Vale y Marulan, pero no se siguió explorando desde allí. Cualquier asentamiento debía esperar la construcción de un sendero de acceso adecuado, el cual hubiese estado lejos del alcance de los recursos de la colonia en ese momento, y como fuente de suministros para Sídney hubiesen sido muy poco útiles debido al tiempo que tomaban los viajes desde el interior a la costa. En 1804, Charles Thorsby penetró el bosque de Bargo en las mesetas cerca de Moss Vale y el bosque de Sutton. En otra expedición, llegó al lago Bathurst y las llanuras de Goulburn. Es posible que muchos de los primeros exploradores hayan utilizado guías aborígenes, pero no parece que les hayan dado credíto por sus aportes.
Luego de la expedición de Charles Throsby de 1818 hasta el actual Goulburn, seguida por la travesía de Hamilton Hume y William Hovell desde Appin (cerca de Campbelltown) hasta Port Philipp y su regreso en 1824, el desarrollo agrícola de las mesetas del sur fue rápido. La actual ruta de la Autopista Hume es muy parecida a la tomada por estos pioneros.
La ruta tomada por la Autopista Hume para subir desde la costa a las mesetas del sur y de esta manera cruzar la Gran Cordillera se encuentra entre los sistemas paralelos de desfiladeros formados por los ríos Wollondilly y Shoalhaven. Este terreeno consiste generalmente de una meseta con pendientes suaves que está dividida profundamente por el río Nepean y sus tributarios. La ruta de la carretera, utilizando cuatro puentes de alto nivel para cruzar estos desfiladeros, evita la Cordillera Razorback, y tiene muy pocas excavaciones. La subida desde el lado occidental del río Nepean en Menangle hasta Mittagong es bien sostenida, una característica que es difícil de apreciar cuando se viaja a las altas velocidades de la autpoista moderna. La carretera tiene una subida sin interrupciones que cubre una distancia de 16 km desde el puente de Pheasant's Nest sobre el río Nepean hasta Yerrinbool, antes de volver a descender un poco antes de la última subida para llegar a la meseta en Aylmerton.

### Inicio de la construcción
El gobernador Lachlan Macquarie ordenó la construcción de un camino conocido como el Gran Camino del Sur (la base del extremo norte de la Autopista Hume) en 1819. El camino se extendía desde Picton hasta las llanuras de Goulburn y Macquarie viajó personalmente hasta Goulburn en 1820, pero es poco probable que incluso un primitivo camino haya sido completado hasta ese entonces.

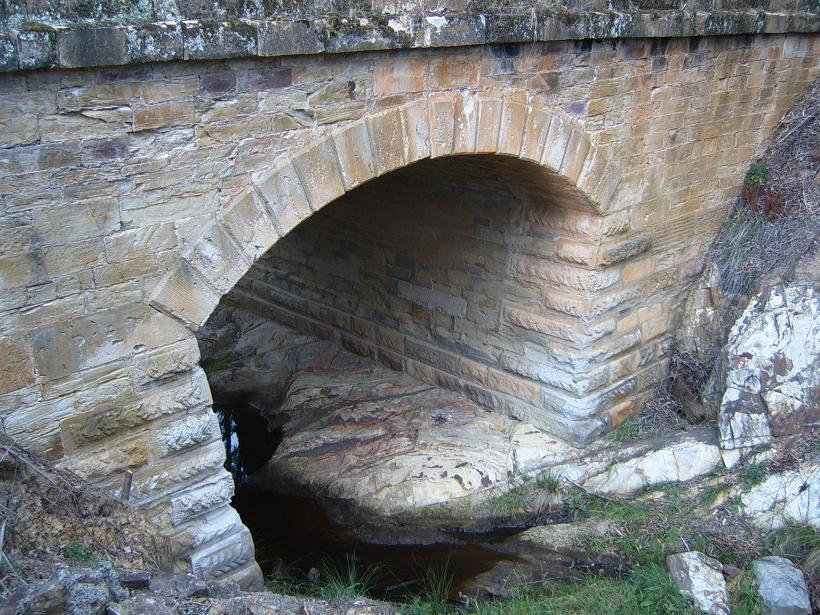
Puente de Towrang de 1839

El Gran Camino del Sur fue reconstruido y su ruta replanteada por completo entre Yanderra y Goulburn por el Agrimensor General Thomas Mitchel en 1833. La Ley de Administración de Caminos Principales de junio de 1858 definió al Gran Camino del Sur, desde cerca de Sídney, pasando por Goulburn y Gundagai, hasta Albury, como uno de los tres caminos principales en la colonia. Sin embargo, sus secciones más sureñas fueron descritas tan solo como un "camino para bueyes apenas formado" incluso en 1858. El camino fue mejorado a mediados de los años 1860con algunas secciones cerca de Gundagai "metalizadas" y se construyeron puentes sobre todos los arroyos entre Adelong Creek (a unos 10 kilómetros al sur de Gundagai) y Albury.
La ruta de Mitchell, con excepción de las circunvalaciones en Mittagong, Berrima y Marulan (las vías dobles fueron completadas en 1986), aún sigue siguiendo la ruta que sigue la actual autopista. Mitchell trató de enderezar la ruta al norte de Yanderra, pero no recibió financiamiento para hacerlo, aunque la ruta que propuso a través de Pheasant's Nest tiene similitudes a la ruta que fue abierta en 1980. El trabajo de Mitchell en el Gran Camino del Sur está mejor conservado en el arroyo de Towrang (10 kilómetros al norte de Goulburn), en donde su arco de piedra aún está en pie, aunque fue reemplazado por en 1965 por una caja de concreto que por su parte fue reemplazada por la actual ruta de la carretera cuando fue duplicada en 1972.
En 1914 la sección de la carretera en NSW fue declarada como camino principal. Hasta que recibió el nombre de Autopista Hume en 1928, era conocida como el "Gran Camino del Sur" en NSW y "Carretera de Sídney" en Victoria. Fue nombrada en honor a Hamiltom Hume, quien junto a William Hovell fueron los primeros europeos en cruzar la ruta entre Sídney y Port Phillip por tierra.